# Resolution 733 des UN-Sicherheitsrates
Die Resolution 733 des UN-Sicherheitsrates vom 23. Januar 1992 befasst sich mit der Lage in Somalia nach dem Sturz der Regierung unter Siad Barre. Die Resolution verhängt angesichts von Bürgerkrieg und Hungersnot ein Waffenembargo über Somalia. Die Kriegsparteien werden angehalten, humanitäre Hilfe nicht zu behindern und auf einen Waffenstillstand und Frieden hinzuarbeiten. Alle Staaten werden aufgerufen, diese Ziele zu unterstützen und humanitäre Hilfe zu leisten. Der UN-Generalsekretär soll dem Sicherheitsrat über die Situation in Somalia Bericht erstatten.
Die Resolution wurde vom Sicherheitsrat der Vereinten Nationen in dessen 3039. Sitzung einstimmig verabschiedet.